# Daniele Gatti
Daniele Gatti (Milán, 6 de noviembre de 1961) es un director de orquesta italiano, desde 2016 a 2018 director titular de la Orquesta Real del Concertgebouw de Ámsterdam. 

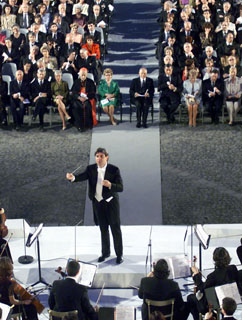
Gatti dirigiendo un concierto en el Palacio del Quirinal en Roma.

## Trayectoria

### Comienzos en los teatros de ópera de Italia (1987-1992)
Gatti nació en Milán y se graduó en el Conservatorio "G. Verdi" en dirección y composición. 
Dirigió en el Teatro Donizetti en Bergamo en 1987 Werther (ópera) y en 1988 Linda di Chamounix. Hizo su debut en el Teatro alla Scala de Milán dirigiendo el estreno de La ocasión hace al ladrón de Rossini con Luciana Serra, Guillermo y Gloria Matteuzzi Banditelli en diciembre de 1988.
Para el Teatro La Fenice de Venecia en 1989 dirigió Rosamunde de Franz Schubert y un concierto con Margaret Price y en 1990 un concierto con Mario Brunello en el Teatro Toniolo en Mestre y en el Teatro Rossini en Venecia.
También en La Scala dirigió un concierto en 1990 con Natalie Dessay y Eva Mei, con música de Mozart y en 1993 dirigió el primer Tancredi con Mariella Devia.
En el Rossini Opera Festival en 1989 dirigió Bianca e Falliero con Chris Merritt, en 1991 Tancredi con Lucia Valentini Terrani y Mariella Devia y en 1993 Armida (Rossini) con Renée Fleming.
En 1990 dirigió el estreno mundial en Milán de Les barricades Mysterieuses de Luca Francesconi (compositor).

### Consagración como director de ópera. Titular de la Orquesta de la Academia Nacional de Santa Cecilia (1992-1997)
En la Ópera Lírica de Chicago en 1991 dirigió Madama Butterfly con Catherine Malfitano, en 1992 Un baile de máscaras con Kristján Jóhannsson, Simon Boccanegra en 1995 con Kiri Te Kanawa y en 1996 Don Carlo con Dolora Zajick, Carol Vaness y Samuel Ramey.
También ha sido principal director invitado del Royal Opera House, Covent Garden, donde hizo su debut en 1992 dirigiendo Los puritanos con Dmitrij Chvorostovskij y June Anderson y luego Capuletos y Montescos con Anne Sofie von Otter, en 1994 Un baile de máscaras y Turandot, en 1995 I due Foscari y Aida, en 1996 Juana de Arco (ópera), Rigoletto en 1997 con Ramón Vargas, en 2001 Otello (Verdi) y en 2012 Falstaff (Verdi) con Ana María Martínez y Marie-Nicole Lemieux. 
Fue director titular de la Orquesta de la Accademia Nazionale di Santa Cecilia en Roma, de 1992 a 1997. En 1997, se convirtió en el director musical de la Orquesta del Teatro Comunale di Bologna donde dirigió entre otras obras Armida e Il Viaggio a Reims de Rossini, Wozzeck de Alban Berg, La carrera del libertino de Igor Stravinski, Don Giovanni de Mozart y El holandés errante (ópera) en 2000, así como otras del repertorio romántico. En 2005, junto a Zubin Mehta y Christian Thielemann, Gatti fue invitado a dirigir un concierto en conmemoración del quincuagésimo aniversario de la reapertura de la renovación de la Ópera Estatal de Viena en 1955. Su debut en el Festival de Bayreuth fue en la producción de Stefan Herheim de Parsifal en 2008.

### Consagración como director sinfónico. Titular de la Royal Philharmonic Orchestra (1997-2009)
En 1994, Gatti hizo su primera actuación con la Royal Philharmonic Orchestra (RPO). De inmediato le fue ofrecido el puesto de director titular, y asumió el cargo en 1996. Gatti es considerado como el responsable de haber restaurado el prestigio de la RPO, situándola a la par de las principales orquestas de Londres. Durante su mandato, en el año 2004, la RPO adquirió su primera residencia permanente en el Cadogan Hall. En abril de 2007, Gatti fue uno de los ocho directores de orquestas británicas que respaldó el manifiesto, "La construcción de la excelencia: orquestas para el siglo XXI", para el incremento de la presencia de la música clásica en el Reino Unido, incluyendo dar entrada libre a todos los escolares británicos a un concierto de música clásica. En 2009, Gatti dimitió como director titular de la RPO y se convirtió en director laureado de la misma.
Hizo su debut en el Metropolitan Opera House de Nueva York en 1994 con Madama Butterfly y ha dirigido en la Staatsoper Unter den Linden en Berlín en varias producciones de ópera.
En 1997 grabó la quinta sinfonía de Gustav Mahler con la Royal Philharmonic Orchestra.
Hizo su debut en la Ópera de Viena en 2002 con la dirección de Simón Boccanegra con Ferruccio Furlanetto.
En el año 2003 en Santa Cecilia dirigió Wozzeck de Berg. También en Santa Cecilia, en 2005, recibió el Premio Franco Abbiati de la crítica italiana de música. En el Teatro Municipal Luciano Pavarotti en 2003 dirigió Un baile de máscaras y un concierto con la Royal Philharmonic Orchestra y en 2004 un concierto con la Joven Orquesta italiana.

### Titular de la Ópera de Zúrich y de la Orquesta Nacional de Francia (2009-2016)
Gatti fue director musical de la Orquesta Nacional de Francia de 2008 a 2016. Fue director titular de la Ópera de Zúrich desde 2009 a 2012, donde en 2011 dirige entre otras obras Otelo, Falstaff y Parsifal. En 2012 dirigió en Zúrich Los maestros cantores de Núremberg de Wagner y Mathis der Maler de Hindemith, 
En 2010 y en 2011 hizo giras para celebrar el 150.º aniversario del nacimiento y los 100 años de la muerte de Gustav Mahler con la dirección de sus sinfonías con orquestas diferentes: uno de los grandes logros recordados son la Quinta y la Novena con la Filarmónica de Viena. También en 2010 hizo su debut operístico en el Grosses Festspielhaus de Salzburgo en Elektra de Richard Strauss. En 2011 dirige el Fidelio en Múnich al frente de la Orquesta Estatal de Baviera en una producción de Calixto Bieito, para luego reanudarla en Zúrich, dirigida por Katharina Thalbach. Durante ese año en París dirigió Parsifal en concierto con la Orquesta Nacional de Francia. En agosto en el Grosses Festspielhaus de Salzburgo dirigió La Bohème de Puccini con la diva Anna Netrebko y Piotr Beczala como protagonistas. Después comenzó una gira por Salzburgo, Lucerna, Dresde, Frankfurt, Stresa, Bolzano y Londres junto con la Orquesta de Cámara Gustav Mahler para dirigir El concierto para violín de Alban Berg (con Frank Peter Zimmermann), la música del Viernes Santo de Parsifal de Wagner, la Suite del Caballero de la rosa de Richard Strauss y La Valse de Maurice Ravel. En noviembre de 2012 en el Teatro de los Campos Elíseos lleva a cabo el ciclo de las nueve sinfonías de Beethoven con la Orquesta Nacional de Francia.
Particularmente excelente en la música contemporánea, presentó Wozzeck y Lulu de Alban Berg varias veces en Italia y en Europa.
En el Southbank Centre en 2012 dirigió un concierto con la Royal Philharmonic Orchestra y uno con la Philharmonia Orchestra, y en 2013 el Réquiem (Verdi). En Bilbao en el año 2012 dirigió un concierto con la Orquesta Nacional de Francia.
En 2013 dirigió Parsifal con Jonas Kaufmann en el Met, la Pequeña Misa Solemne con Anna Caterina Antonacci y el Réquiem de Verdi con Barbara Frittoli en el Théâtre des Champs-Elysées, Los maestros cantores de Núremberg en el Festival de Salzburgo, la Novena Sinfonía de Mahler en el Festival de Lucerna y el Réquiem de Verdi en el Teatro Regio di Parma.

### Al frente del Concertgebouw (2016-2018)
En octubre de 2014, la Orquesta Real del Concertgebouw (KCO) eligió a Gatti como su séptimo director titular, puesto que desempeñaría a partir de septiembre de 2016. Su debut como invitado de orquesta había sido en abril de 2004. En mayo de 2016, Gatti fue nombrado asesor artístico de la Orquesta de Cámara Mahler.
También colabora habitualmente con orquestas como la Orquesta Filarmónica de Viena, Orquesta de Filadelfia, Orquesta Filarmónica de Múnich, Orquesta Sinfónica de Boston, Orquesta Estatal Sajona de Dresde, Orquesta Estatal de Baviera y Orquesta Philharmonia.
Enseña en la Accademia Musicale Chigiana en Siena desde hace 2016.
Gatti es un director en la tradición italiana de la línea principal de Toscanini, Abbado y Chailly. Sus indicaciones son claras y sus gestos muy elocuentes. Es muy cuidadoso con los detalles aunque a veces sus versiones pueden calificarse de convencionales. Gatti puede extraer lo mejor de cada orquesta que dirige y es muy apreciado por los cantantes de ópera porque siempre adapta sus versiones a las características vocales de los intérpretes.
El 2 de agosto de 2018, la Orquesta Real del Concertgebouw rescindió el contrato con efecto inmediato y citó en un artículo del Washington Post del 26 de julio de 2018 la acusación de "conducta inapropiada" de la soprano Alicia Berneche y Jeanne-Michele Charbonnetet.

## Composiciones
- Divertimento per oboe solo, 2 corni e archi (Casa Musicale Sonzogno)